# La ciudad y el pilar de sal
La ciudad y el pilar de sal (título original en inglés, The City and the Pillar) es la tercera novela publicada por el escritor estadounidense Gore Vidal, escrita en 1946 y publicada el 10 de enero de 1948. La historia trata de un hombre joven, que está alcanzando la edad adulta y descubre su propia homosexualidad.
La ciudad y el pilar de sal es significativa porque se la reconoce como la primera novela de posguerra cuyo protagonista, gay, no muere al final de la historia por haber desafiado las normas sociales. También se la reconoce como una de las "novelas gais influida por la guerra definitiva", siendo uno de los pocos libros de la época que trataba directamente con la homosexualidad masculina. Además, estuvo entre las pocas novelas gais reeditadas en formato rústico barato ya a principios de los cincuenta.
En 1965, Vidal publicó una versión actualizada de la novela, titulada The City and the Pillar Revised.  La mayor parte de las ediciones modernas contienen el texto actualizado; sin embargo, conservan el título original The City and the Pillar.

## Sinopsis
La trama gira en torno a Jim Willard, un guapo joven de Virginia a finales de los años treinta, quien es también un tenista muy bueno. Cuando su mejor amigo Bob Ford, un año mayor que él, va a acabar el instituto, los dos se van de acampada al bosque. Ambos están encantados de estar juntos y, después de algunas quejas por parte de Bob sobre lo difícil que es practicar el sexo con las chicas locales, los dos tienen sexo, incluso aunque Bob cree que no es una cosa "normal" para que la hagan dos hombres.
Jim, a quien no le atraen las chicas, espera que Bob pueda quedarse y se entristece cuando Bob insiste en unirse a la marina mercante de los Estados Unidos. Los siguientes siete años de la vida de Jim serán una odisea, al final de la cual confía en reunirse felizmente con Bob.
Jim decide ir también al mar, y se convierte en un grumete en un crucero después de irse a Nueva York en busca de trabajo. Otro marinero del barco, Collins, sale con él en Seattle, pero está más interesado en una cita doble con dos chicas que en tener sexo con Jim. La cita es un desastre para Jim, quien debe darse cuenta de que es incapaz de beber lo suficiente para superar la repulsión que siente por el cuerpo femenino. Cuando finalmente se marcha, Collins le llama marica, lo que le hace pensar en esta posibilidad. 
Abandona el trabajo, temiendo otra confrontación con Collins, y se convierte en monitor de tenis en un hotel en Los Ángeles. Uno de los botones, Leaper, cuyas proposiciones había desdeñado anteriormente, le introduce en el círculo alrededor del actor de Hollywood Ronald Shaw, que está a mediados de la treintena, y que inmediatamente se interesa por Jim. Con el tiempo, Jim se va a vivir con Ronald, aunque realmente no esté enamorado de él. 
Su relación se termina cuando Jim conoce al escritor Paul Sullivan, que está a finales de la veintena, en una fiesta. Jim se siente atraído por Paul porque parece tan diferente de los demás, más estereotipados homosexuales a los que conoce en las fiestas de Hollywood, incluso habiéndose casado una vez (aunque ese matrimonio más tarde fue anulado). 
Cuando Shaw descubre su relación, Jim se siente bastante feliz de ir a vivir con Paul a Nueva Orleans. De nuevo, no está enamorado de Paul sino de su amigo de la infancia, pero considera a Paul adecuado para ese momento. Paul, sin embargo, necesita algo de dolor en sus relaciones como una forma de inspiración artístico, presenta a Jim a Maria Verlaine, quien parece especializarse en seducir homosexuales, con la esperanza de que su relación terminará en una manera apropiadamente trágica. Juntos, los tres se van a Yucatán, donde Maria tiene una herencia. Jim se siente vagamente atraído por Maria, pero es incapaz de consumar sexualmente su relación. No importa, porque para Paul incluso un affaire imaginado de su novio con una mujer es tan doloroso como él esperaba y merece la ruptura. 
Mientras tanto, estalla la Segunda Guerra Mundial en Europa y Paul y Jim están decididos a ir a Nueva York para alistarse en el ejército. Esto, por supuesto, significa su separación. Jim consigue que lo transfieran a una base de la Fuerza aérea en Colorado, donde su sargento está claramente interesado en él. Pero Jim se ha fijado en un joven cabo. Desafortunadamente, no parece que le guste al cabo de "esa" manera, aunque más tarde parece que el sargento triunfa con el cabo. 
Debido al frío del clima de Colorado, Jim contrae artritis reumatoide y con el tiempo acaba licenciado del servicio. Regresa a Nueva York, donde de nuevo se encuentra con Maria y Ronald. El estudio cinematográfico ha obligado a Ronald a casarse con una lesbiana para mantener su imagen pública e intenta, sin éxito, convertirse en un actor teatral. También presenta a Jim a sus amigos locales como un afeminado millonario. Jim comienza a frecuentar bares gais para encontrar alivio sexual. Más tarde, se reencuentra con Paul en una fiesta y los dos empiezan una relación abierta, no por pasión, sino por soledad. 
Cuando Jim finalmente vuelve a casa por Navidad, descubre que su padre ha muerto y (más alarmante para él) que Bob se ha casado. Confiando en que puedan retomar su affaire a pesar de esto, Jim está ansioso por verlo de nuevo. 
La resolución de su relación se produce de nuevo en Nueva York, donde acaban en la cama en el hotel de Bob. Pero cuando Jim finalmente cree que ha logrado lo que ansiaba, y se acerca más, cogiendo su "sexo", Bob entra en pánico, se enfada porque Jim piense que él es gay, e incluso le da un puñetazo en la cara. Los dos se pelean y Jim gana porque es más fuerte. En la versión original, Jim está suficientemente enfadado como para asesinar a Bob mientras que en la revisión, viola a Bob y luego se marcha de la habitación.

## Principales temas
Uno de los temas principales de la novela es el retrato del hombre homosexual como masculino.  Vidal pretendía romper el molde de las novelas que hasta La ciudad y el pilar de sal representaba a los homosexuales como travestis, solitarios chicos empollones, o afeminados. Vidal, intencionadamente, hace de su protagonista un atleta fuerte para desafiar las supersticiones sobre el sexo en los Estados Unidos. Para profundizar en este tema, Vidal escribió la novela en una prosa objetiva y sencilla, para transmitir y documentar la realidad.
Dennis Bolin ha identificado otros dos temas adicionales: el carácter loco y destructivo de desear algo que nunca puede lograrse y desperdiciar la vida de uno viviendo en el pasado, el segundo de los cuales se ve reforzado por el epígrafe de la novela, extraído del Génesis 19:26: "Pero su mujer miró atrás y se convirtió en pilar de sal".

## Recepción y análisis crítico
La ciudad y el pilar de sal provocó un escándalo público, incluyendo notoriedad y crítica, no solo porque fue lanzada en una época en la que la homosexualidad era considerada, en líneas generales, inmoral, sino también porque fue el primer libro de un autor estadounidense aceptado que representaba la homosexualidad como un comportamiento natural. La recepción controvertida comenzó incluso antes de que la novela estuviera en las librerías. Antes incluso de ser publicada, un editor en EP Dutton le dijo a Vidal, "Nunca te perdonarán este libro. Dentro de veinte años seguirán atacándote por su causa."  Mirando en retrospectiva desde 2009, está considerada por Ian Young como "quizás la más tristemente célebre de las novelas gay de los años cuarenta y cincuenta."
El propio Vidal dijo que "el escándalo fue el menor de los efectos que el libro causó en la prensa." Al ser publicada, New York Times no anunciaría la novela. Vidal fue incluido en la lista negra después de lanzar La ciudad y el pilar de sal hasta el punto de que ninguno de los periódicos o revistas principales le harían una crítica a ninguna de sus novelas durante seis años. Esto obligó a Vidal a escribir varios de sus libros posteriores bajo seudónimo. Posteriormente recuperó una reputación popular y volvió a usar su verdadero nombre.
En aquella época, Christopher Isherwood privadamente respondió a la novela con entusiasmo, mientras que Thomas Mann, otro escritor contemporáneo, en privado respondió con una breve cortesía. Stephen Spender expresó la idea de que la novela era claramente autobiográfica y una pequeña confesión sexual por parte de Vidal; esto el autor lo negó.
Modernos estudiosos señalan la importancia de la novela para la visibilidad de la literatura gay. Michael Bronski señala que "los libros de temática gay masculina recibieron mayor atención crítica que los lésbicos" y que "escritores como Gore Vidal fueron aceptados como importantes escritores norteamericanos, incluso cuando se los atacaba por parte de críticos homófobos."  Bronski también sugiere que el manto de "calidad literaria" le daba cierta protección a sus obras frente a la censura.  Ian Young considera que las perturbaciones sociales causadas por la Segunda Guerra Mundial cambiaron la moralidad del público e incluye La ciudad y el pilar de sal dentro de la avalancha de novelas bélicas que usaron lo militar como telón de fondo a un comportamiento homosexual público. El libro fue, sin embargo, criticado por algunos teóricos gay contemporáneos, quienes consideran que el énfasis de la novela en la masculinidad y su explícito desprecio a los afeminados y a las desviaciones de género de los hombres gay son heteronormativos.
El libro se vendió bien, disfrutando de varias reediciones en rústica; la edición Signet de 1950 presenta una portada pintada por el destacado artista James Avati. La ciudad y el pilar de sal está considerada por Anthony Slide como una de las cuatro novelas gais conocidas de la primera mitad del siglo XX en inglés. Las otras tres novelas son El bosque de la noche (Nightwood) de Djuna Barnes, Reflejos en un ojo dorado (Reflections in a Golden Eye) de Carson McCullers y Otras voces, otros ámbitos (Other Voices, Other Rooms) de Truman Capote. La ciudad y el pilar de sal quedó la número 17 de una lista de las 100 mejores novelas gais y lesbianas compilada por The Publishing Triangle en 1999.

## The City and the Pillar Revised
En 1965, E.P. Dutton publicó la versión actualizada de Vidal de La ciudad y el pilar de sal, titulada The City and the Pillar Revised.
En esta versión, Vidal eliminó narrativa melodramática, pasajes introspectivos, y lenguaje políticamente ofensivo para clarificar lo que pretendía ser el tema de la obra. La edición original estaba dividida en dos secciones, "La ciudad" y "El pilar de sal"; en la edición revisada la narración es continua.  Vidal también cambió significativamente el argumento en la coda, de manera que Jim viola a Bob en lugar de asesinarlo. Se cree, en general, que la editorial de La ciudad y el pilar de sal (en su forma original) obligó a Gore a dar al original un final admonitorio, pero Gore específicamente negó que este fuera el caso.
Esta es la que se tradujo al español acompañada por relatos del autor, a partir de la edición de 1995: La ciudad y el pilar de sal y siete relatos de juventud.